# HD126128
HD126128 — подвійна зоря. 
Ця подвійна система має видиму зоряну величину в смузі V приблизно 7,4.
Вона розташована на відстані близько 215,0 світлових років від Сонця.

## Подвійна зоря
Головна зоря цієї системи належить до хімічно пекулярних зір й має спектральний клас A .
Інша компонента має  спектральний клас F .